# Рубі (серіал, 2020)
Рубі (ісп. Rubí) — мексиканський телесеріал 2020 року у жанрі драми та створений компанією Televisa, W Studios, Lemon Studios. В головних ролях — Каміла Соді, Хосе Рон, Родріго Гірао Діас, Кімберлі дос Рамос, Ела Вельден, Таня Лісардо, Майрін Вільянуева.
Перша серія вийшла в ефір 21 січня 2020 року.
Серіал має 1 сезон. Завершився 27-м епізодом, який вийшов у ефір 28 лютого 2020 року.
Режисер серіалу — Карлос Кок Марін, Пепе Кастро, Павел Васкес.
Сценарист серіалу — Вісенте Альбаррасін, Карлос Елой Кастро, Карла де ла Пенья.
Продюсер серіалу — Карлос Бардасано.
Серіал є адаптацією мексиканського серіалу «Рубі», 2004 року.

## Сюжет
Історія серіалу обертається навколо молодої журналістки Каміли та таємничої дівчини Рубі. Каміла переконує Рубі, яка живе у темному особняку, розповісти історію свого життя і чому вона ізолювала себе від зовнішнього світу з власної волі. Саме тоді вона дізнається, що Рубі була амбітною жінкою скромного походження, яка вирішила використати свою вражаючу красу та жіночі хитрощі, щоб уникнути бідності, незалежно від того, чи завдавала вона шкоди невинним людям для досягнення успіху.

## Актори та ролі

### Головні
| Актор                 | Роль                                |
| --------------------- | ----------------------------------- |
| Каміла Соді           | Рубі Перес Очоа                     |
| Хосе Рон              | Алехандро Карденас                  |
| Родріго Гірао Діас    | Гектор Феррер Гарса                 |
| Кімберлі дос Рамос    | Марібель де ла Фуенте               |
| Ела Вельден           | Карла Ранхель / Фернанда Перес Очоа |
| Валері Саїс           | Фернанда в дитинстві                |
| Таня Лісардо          | Крістіна Перес Очоа                 |
| Маркус Орнеллас       | Лукас Фуентес Моран                 |
| Лісардо               | Артуро де ла Фуенте                 |
| Алехандра Еспіноса    | Соня Арістімуньо                    |
| Марія Фернанда Гарсія | Роза Ортіс де ла Фуенте             |
| Генрі Закка           | Борис                               |
| Рубен Санс            | Едуардо, принц Іспанії              |
| Альфредо Гатіка       | Лорето Мата                         |
| Джузеппе Гамба        | Наполеон                            |
| Антоніо Фортьє        | Каєтано Гомес                       |
| Паола Тойос           | Кека Галлардо                       |
| Майрін Вільянуева     | Рефухіо Очоа де Перес               |

### Постійні та спеціальні гості
| Актор                   | Роль                              |
| ----------------------- | --------------------------------- |
| Кріс Паскаль            | Гатілло                           |
| Адріана Фокке           | Ерміта                            |
| Карлос Морено Кравіотто | детектив Френк Монтойя            |
| Едуардо Кортехоса       | Ель Чуспа                         |
| Херардо Мургія          | Мендієта                          |
| Антоніо Лопес Торрес    | командир Лінарес                  |
| Хуан Солер              | Дон Гектор Феррер, батько Гектора |

## Сезони
| Сезон | Епізоди | Епізоди | Оригінальний показ | Оригінальний показ | Оригінальний показ |
| Сезон | Епізоди | Епізоди | Перший показ       | Останній показ     | Мережа             |
| ----- | ------- | ------- | ------------------ | ------------------ | ------------------ |
| 1     | 26      | 26      | 21 січня 2020      | 27 лютого 2020     | Univision          |

## Аудиторія
| Сезон | Країна  | Розклад       | Серії | Перший ефір         | Перший ефір        | Останній ефір       | Останній ефір      | Середня кількість глядачів (мільйони) |
| Сезон | Країна  | Розклад       | Серії | Дата                | Глядачі (мільйони) | Дата                | Глядачі (мільйони) | Середня кількість глядачів (мільйони) |
| ----- | ------- | ------------- | ----- | ------------------- | ------------------ | ------------------- | ------------------ | ------------------------------------- |
| 1     | США     | 21:00 — 22:00 | 26    | 21 січня 2020 року  | 1,66               | 27 лютого 2020 року | 1,99               | 1,55                                  |
| 1     | Мексика | 21:30 — 22:30 | 27    | 15 червня 2020 року | 3,6                | 21 липня 2020 року  | 4,8                | 3,7                                   |

## Рейтинги серій

### Сезон 1 (2020)
| №     | Дата ефіру в США | Дата ефіру в Мексиці        | Глядачі в США (мільйони) | Глядачі в Мексиці (мільйони) |
| 1     | 21 січня 2020    | 15 червня 2020              | 1.66                     | 3.6                          |
| 2     | 22 січня 2020    | 16 червня 2020              | 1.52                     | 3.9                          |
| 3     | 23 січня 2020    | 17 червня 2020              | 1.48                     | 3.3                          |
| 4     | 24 січня 2020    | 18 червня 2020              | 1.40                     | 3.5                          |
| 5     | 27 січня 2020    | 19 червня 2020              | 1.54                     | 3.8                          |
| 6     | 28 січня 2020    | 22 червня 2020              | 1.52                     | 3.1                          |
| 7     | 29 січня 2020    | 23 червня 2020              | 1.48                     | 3.8                          |
| 8     | 30 січня 2020    | 24 червня 2020              | 1.45                     | 3.7                          |
| 9     | 31 січня 2020    | 25 червня 2020              | 1.21                     | 3.8                          |
| 10    | 3 лютого 2020    | 26 червня 2020              | 1.65                     | 3.9                          |
| 11    | 5 лютого 2020    | 29 червня 2020              | 1.44                     | 3.7                          |
| 12    | 6 січня 2020     | 30 червня 2020              | 1.47                     | 3.9                          |
| 13    | 7 лютого 2020    | 1 липня 2020                | 1.48                     | 3.7                          |
| 14    | 10 лютого 2020   | 2 липня 2020                | 1.61                     | 3.7                          |
| 15    | 11 лютого 2020   | 3 липня 2020                | 1.51                     | 3.7                          |
| 16    | 12 лютого 2020   | 6 липня 2020                | 1.51                     | 3.6                          |
| 17    | 13 лютого 2020   | 7 липня 2020                | 1.59                     | 3.6                          |
| 18    | 14 лютого 2020   | 8 липня 2020                | 1.48                     | 4.1                          |
| 19    | 17 лютого 2020   | 9 липня 2020                | 1.59                     | 3.6                          |
| 20    | 18 лютого 2020   | 10 липня 2020               | 1.61                     | 3.7                          |
| 21    | 19 лютого 2020   | 13 липня 2020               | 1.50                     | 3.8                          |
| 22    | 21 лютого 2020   | 14 липня 2020               | 1.66                     | 3.6                          |
| 23    | 24 лютого 2020   | 15 липня 2020               | 1.65                     | 3.8                          |
| 24    | 25 лютого 2020   | 16 липня 2020               | 1.65                     | 3.7                          |
| 25    | 26 лютого 2020   | 17 липня 2020               | 1.66                     | 3.6                          |
| 26 27 | 27 лютого 2020   | 20 липня 2020 21 липня 2020 | 1.99                     | 4.1 4.8                      |

## Інші версії
| Рік  | Країна    | Українська назва | Оригінальна назва | Кількість | Кількість | В головних ролях                                                                                   | Компанія                 | Канал         |
| Рік  | Країна    | Українська назва | Оригінальна назва | сезонів   | серій     | В головних ролях                                                                                   | Компанія                 | Канал         |
| ---- | --------- | ---------------- | ----------------- | --------- | --------- | -------------------------------------------------------------------------------------------------- | ------------------------ | ------------- |
| 1968 | Мексика   | Рубі             | Rubí              | 1         | 53        | Фанні Кано, Антоніо Медельїн                                                                       | Telesistema Mexicano     | Canal 2       |
| 2004 | Мексика   | Рубі             | Rubí              | 1         | 115       | Барбара Морі, Едуардо Сантамаріна, Жаклін Бракамонтес, Себастьян Рульї, Ана Мартін, Ядіра Каррільо | Televisa                 | Las Estrellas |
| 2010 | Філіппіни | Рубі             | Rubí              | 1         | 127       | Анджеліка Панганібан, Джейк Куенка, Шейна Магдаяо, Дітер Окампо                                    | Dreamscape Entertainment | ABS-CBN       |
| 2012 | Ліван     | Рубі             | Ruby              | 1         | 95        | Сірін Абдельнур, Максім Халіл                                                                      | O3 Productions           | MBC1          |

## Нагороди та номінації
| Рік  | Нагорода                | Категорія        | Кандидат         | Результат |
| ---- | ----------------------- | ---------------- | ---------------- | --------- |
| 2020 | TV Adicto Golden Awards | Найкращі локації | Карлос Бардасано | Перемога  |